# Bernabé García de los Reyes

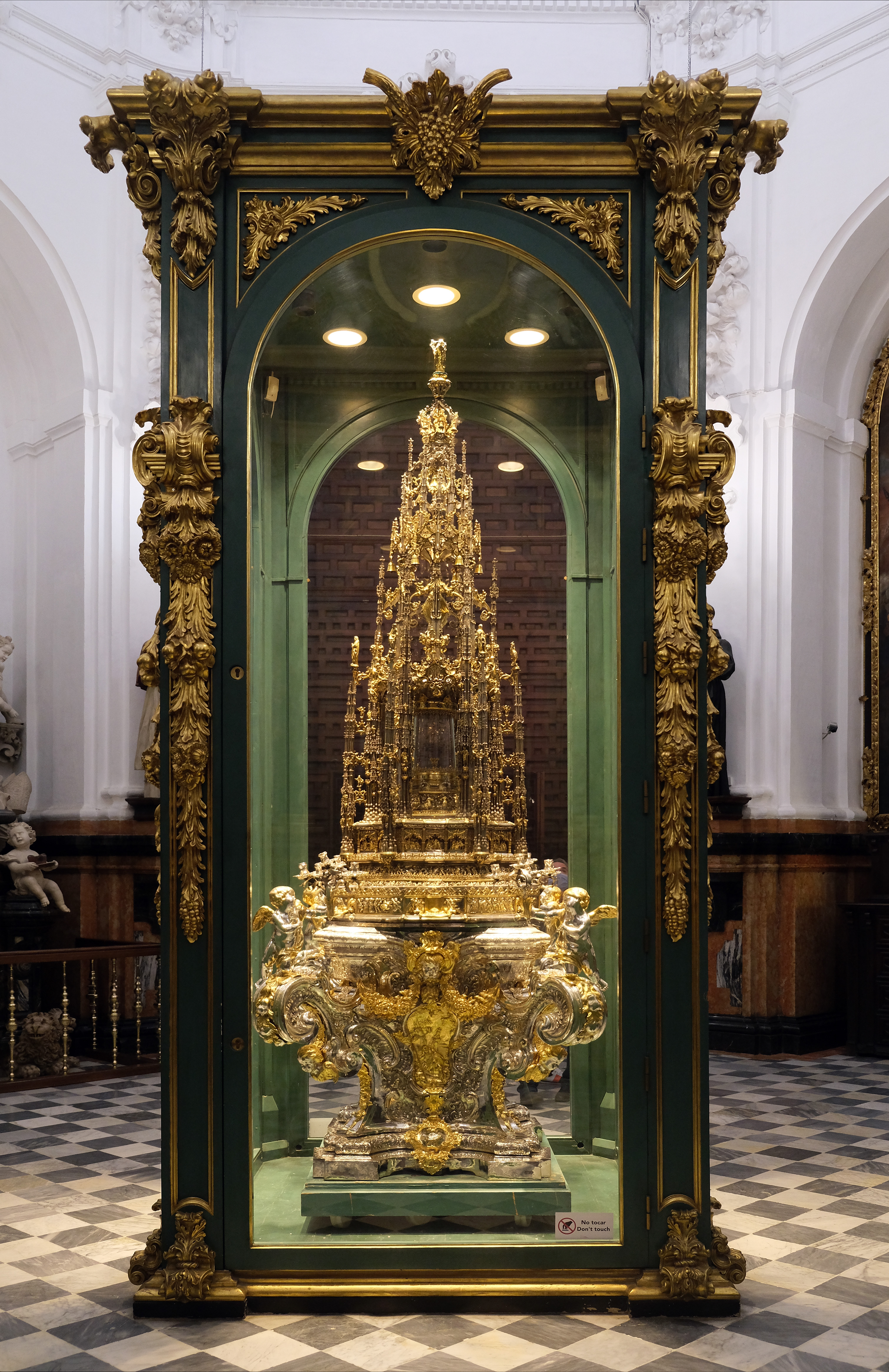
La base de la Custodia procesional de la Mezquita-catedral de Córdoba fue añadida por Bernabé García de los Reyes a la realizada por Enrique de Arfe en 1514.

Bernabé García de los Reyes (Córdoba, 27 de octubre de 1696 - ibidem, 29 de diciembre de 1750) fue un célebre platero español.

## Biografía
Sus progenitores fueron Andrés García y Paula Cárcamo, y fue bautizado en la capilla del Sagrario de la Mezquita-catedral de Córdoba el 1 de noviembre de 1696. Se inició en el gremio de la platería a manos de Alonso de Aguilar y contrajo matrimonio con la hija de su maestro, María de Aguilar, el 24 de septiembre de 1724 en la iglesia de Santo Domingo de Silos.
Un año más tarde falleció su suegro, pagó las deudas que albergaba y se ocupó desde entonces de su taller. Ingresó en el Colegio Congregación de San Eloy el 30 de julio de 1725 y obtuvo gran representación, siendo uno de sus discípulos el célebre Damián de Castro, quien contrajo matrimonio con su hija María Rafaela.
A pesar de que se ha defendido que su muerte aconteció en 1763, las últimas investigaciones indican que murió más probablemente en 1750 y fue enterrado en la capilla del Sagrario de la Mezquita-catedral.

## Obras
Vinculada al taller de Alonso de Aguilar, destaca la custodia de asiento de la parroquia de San Bartolomé de Espejo. En 1731 realizó, para este mismo templo, un cáliz, una sacra y una pareja de atriles.
Aunque no existe constancia documental, probablemente sucedió a su suegro como platero mayor de la Mezquita-catedral desde 1725. Debe destacarse su intervención en la Custodia procesional de la Mezquita-catedral, realizada por Enrique de Arfe en 1514, donde colocó un zócalo con escenas de ángeles músicos y jarros de flores.